# Johann Bernhard Logier
Johann Bernhard Logier (Kassel, 9 de febrer de 1777 - Dublín, 27 de juliol de 1846) fou un professor de música alemany.
El seu primer mestre de música fou el seu pare, un violinista. Es traslladà al Regne Unit el 1805, on va rebre més instrucció musical i es va quedar per la resta de la seva vida, amb l'excepció d'una estada de tres anys a Berlín (1822-1825). Moria a Dublín el 1846.
Logier va inventar el Chiroplast, un mecanisme pedagògic que guiava les mans i tocava mentre es tocava el piano. També desenvolupà el seu propi sistema pedagògic, ara anomenat el mètode Logier, que publicà dins System der Musikwissenschaft (1827). Amb aquest mètode, diversos alumnes s'ensenyen alhora, amb instrucció tècnica feta juntament amb instrucció en principis d'harmonia.
El pedagog i musicòleg alemany Franz David Christofer Stoepel fou un gran seguidor d'aquest sistema i l'implantà a diverses ciutats europees.